# لون اپ‌زاند
لون اپ‌زاند (به هلندی: Loon op Zand) یک شهرستان در هلند است که در برابانت شمالی واقع شده‌است. لون اپ‌زاند ۵ متر بالاتر از سطح دریا واقع شده‌است.

## خواهرخوانده
شهر باتنبرگ، هسن خواهرخواندهٔ لون اپ‌زاند هست.